# Lönnaftonfly
Lönnaftonfly (Acronicta aceris) är en fjärilsart som beskrevs av Carl von Linné 1758. Acronicta aceris ingår i släktet Acronicta och familjen nattflyn. Inga underarter finns listade i Catalogue of Life..

## Bildgalleri

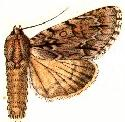
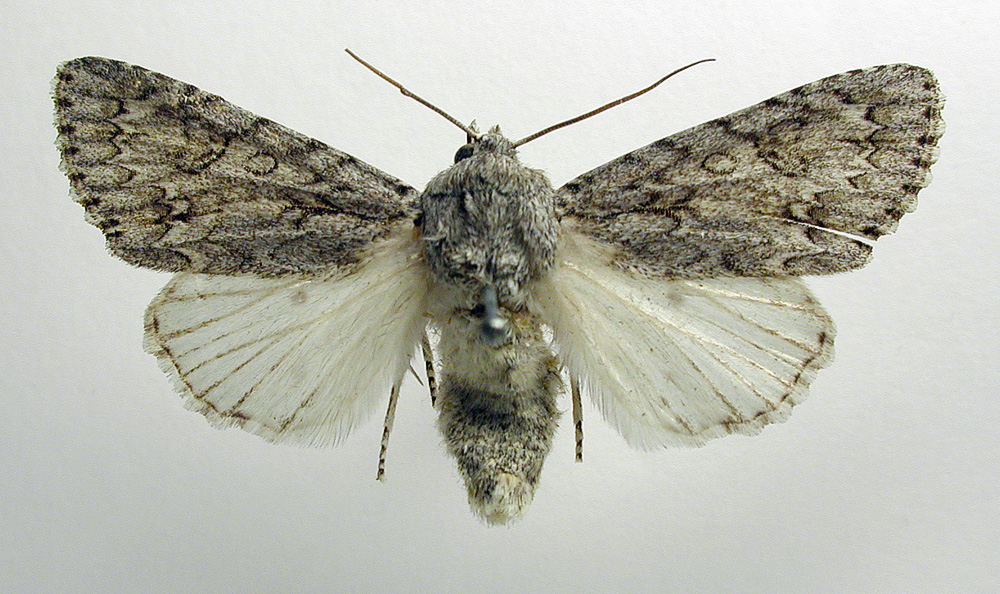
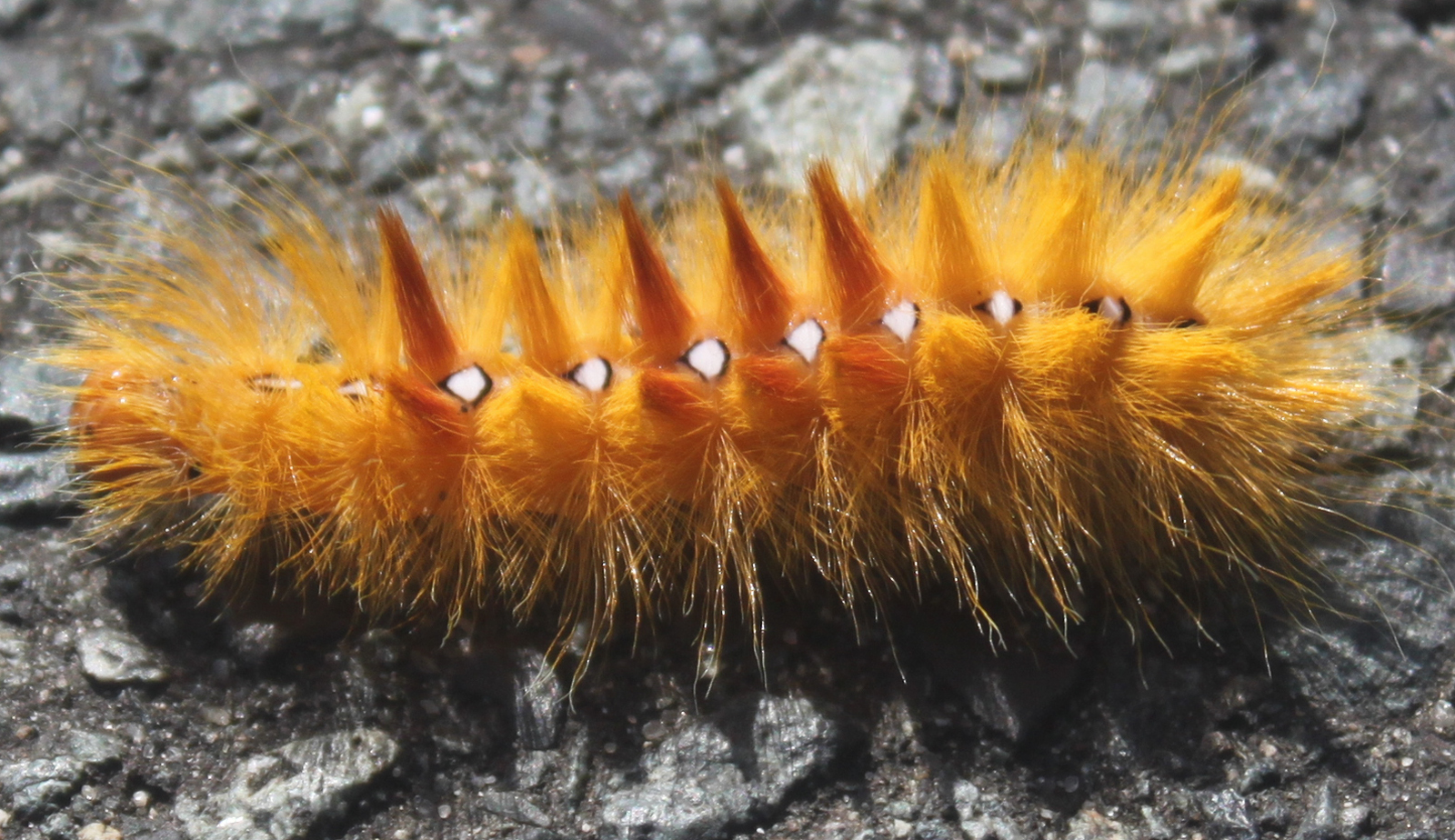
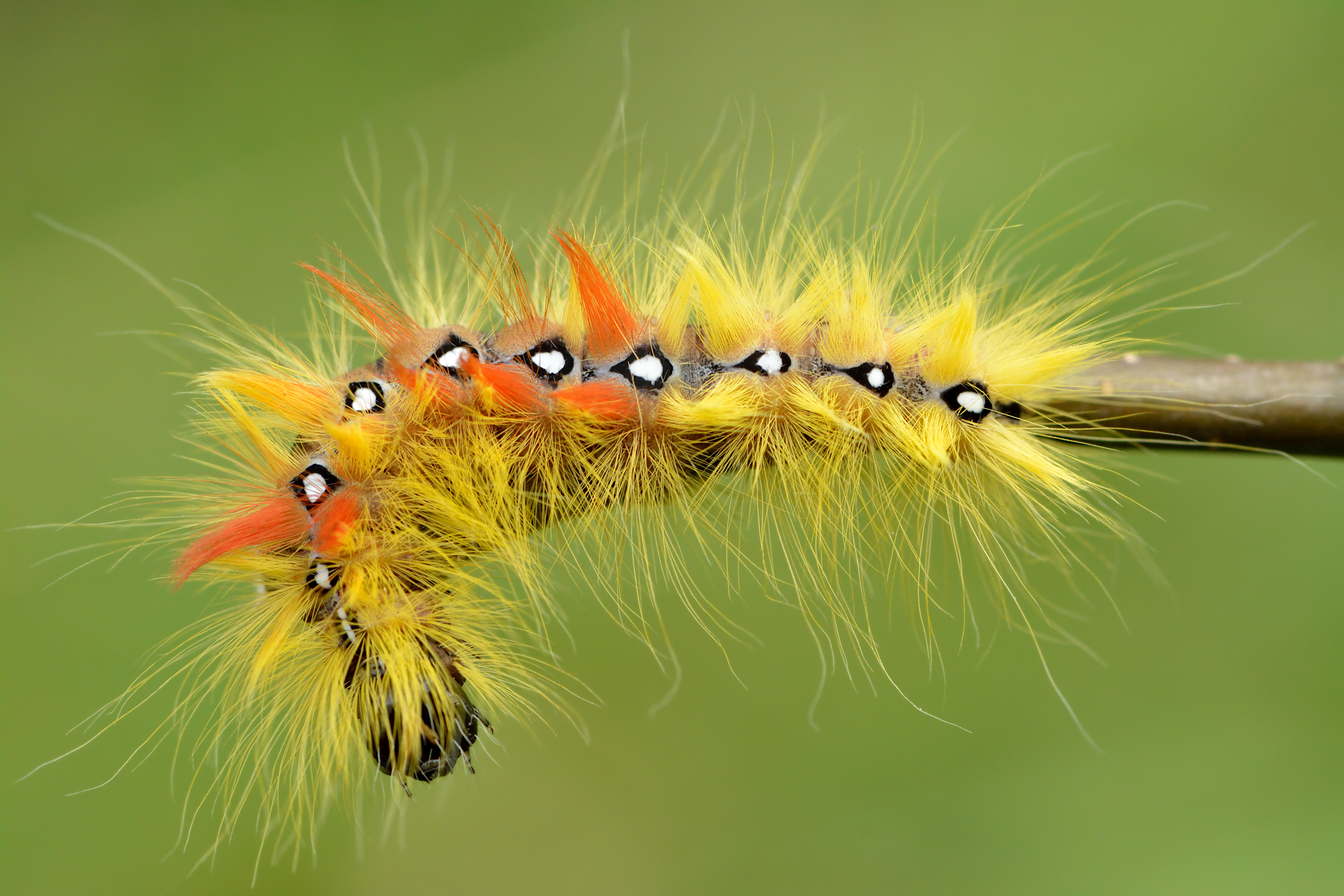
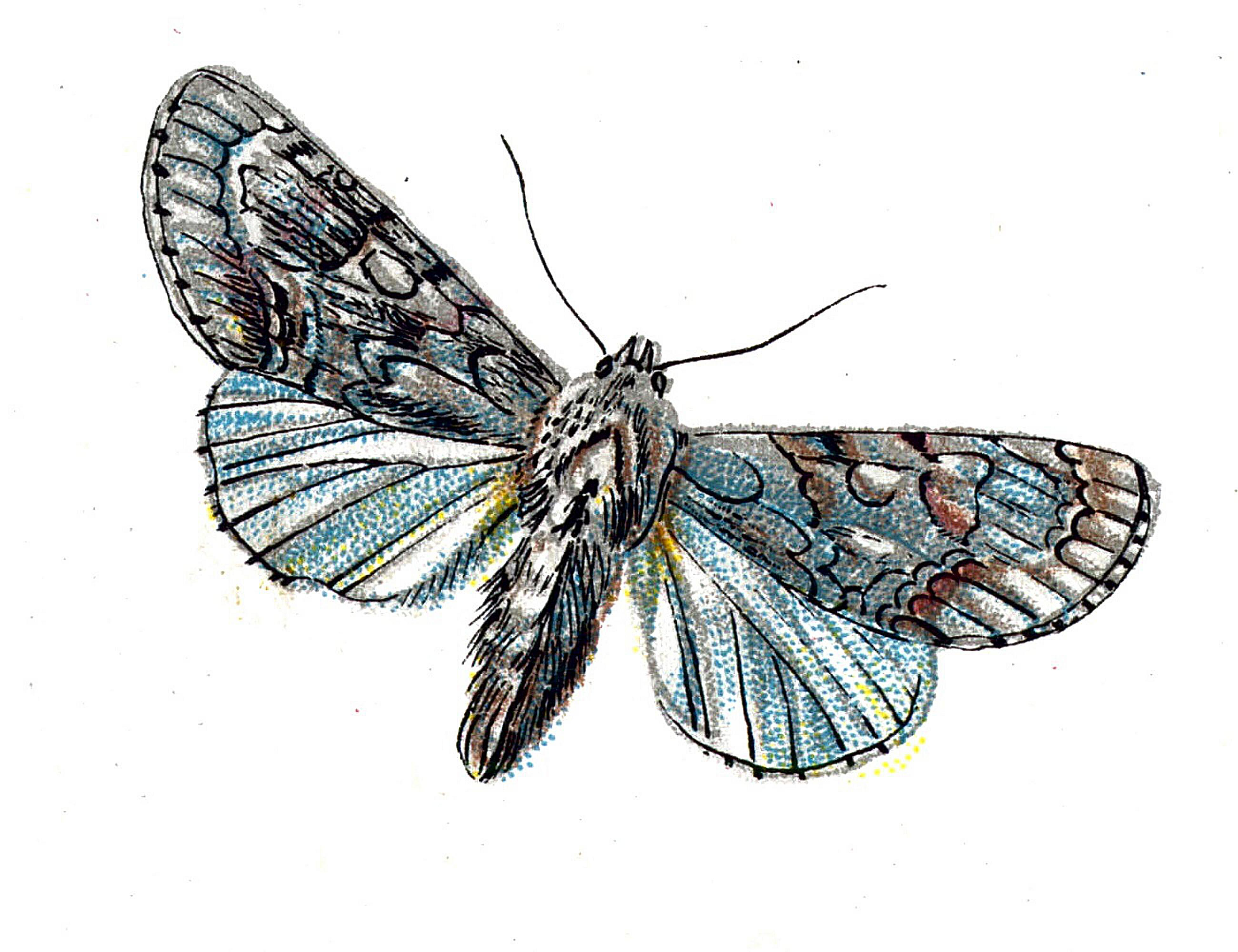